# The Rose
Pour les articles homonymes, voir La Rose.
Ne doit pas être confondu avec The Rose (chanson) ou The Rose (groupe).
Pour plus de détails, voir Fiche technique et Distribution.
The Rose est un film américain de Mark Rydell sorti en 1979.
Le film décrit le destin tragique d'une chanteuse de rock, prisonnière de l’alcool et subissant la pression de la célébrité et des tournées. Épuisée par ce train de vie, elle choisit de donner un dernier concert dans sa ville natale, mais ne pourra pas l'achever. Le rôle principal est tenu par Bette Midler.

## Synopsis
L'action se déroule en 1969 et The Rose, une star du rock, est épuisée par la vie qu'elle mène. Elle fait donc part à son manager de son souhait de prendre une année sabbatique après un ultime concert donné dans sa ville natale en Floride. 
Plus intéressé par le profit que par la santé de la chanteuse, il l'en dissuade, mais Rose pense avoir rencontré l'amour en la personne de Houston Dyer et s'obstine. 
Mais le jour du concert, le plus important de sa carrière, elle choisit la scène plutôt que l'amour.

## Fiche technique
- Réalisation : Mark Rydell
- Scénario : Bo Goldman, Bill Kerby et Michael Cimino (script doctor)
- Histoire : Bill Kerby
- Directeur de la photographie : Vilmos Zsigmond
- Montage : Carroll Timothy O'Meara et Robert L. Wolfe
- Musique : Paul A. Rothchild (arrangements)
- Costumes : Theoni V. Aldredge
- Décors : Richard McDonald
- Production :  Ray Anthony (II), Aaron Russo et Marvin Worth
- Société de production : Twentieth Century Fox
- Genre : Drame, Film musical
- Pays de production :  États-Unis
- Durée : 134 minutes
- Date de sortie :
  - États-Unis : 7 décembre 1979

## Distribution principale
- Bette Midler (VF : Élisabeth Wiener) : Mary Rose Foster, The Rose
- Alan Bates (VF : Pierre Hatet) : Rudge Campbell, le manager
- Frederic Forrest (VF : Pierre Arditi) : Houston Dyer, l'amant
- Harry Dean Stanton (VF : Marc De Georgi) : Billy Ray, un chanteur country
- Barry Primus : Dennis, l'assistant du manager
- David Keith : Mal, un soldat engagé comme garde du corps
- Sandra McCabe (VF : Evelyn Selena) : Sarah Willingham, une ex-maîtresse
- Doris Roberts : Mme Foster, la mère de Rose
- Will Hare : M. Leonard
- Rudy Bond : Monty
- Don Calfa : Don Frank
- James Keane : Sam
- Michael Greer (VF : Bernard Murat) : Emcee
- Sandy Ward : M. Foster
- Harry Northup : l'homme maigrichon

## Évolutions du scénario
Écrit en 1973 par Bill Kerby, le premier scénario était un biopic sur la chanteuse américaine Janis Joplin, au point que le projet s’intitulait The Pearl, quasiment le titre de son album posthume Pearl, qui était le surnom de la chanteuse, sorti début 1971. Bette Midler le refuse alors en demandant qu’on enlève la quasi-totalité des références à Janis Joplin, pour ne garder que le personnage d’une chanteuse de rock’n’roll. Comme Mark Rydell la voulait comme actrice, il dut entièrement réécrire le scénario, ce qu'il fit avec Bo Goldman et Michael Cimino, bien que ce dernier ne soit pas crédité au générique.
Début 1978, cinq ans après la première version, Bette Midler finit par accepter le rôle, le film ayant en outre reçu un nouveau titre. Le tournage commence le 24 avril. Contrairement au matraquage de la campagne de promotion, il ne s’agit donc pas du tout d’une adaptation de la vie de Janis Joplin.
Le film a été nommé quatre fois aux Oscars dans les catégories meilleur acteur dans un second rôle, meilleure actrice, meilleur montage et meilleur son. Bette Midler, dont c’est le premier grand rôle au cinéma, a obtenu deux Golden Globes, ceux de meilleure actrice dans un film musical ou une comédie et de meilleur espoir féminin.

## Bande originale
L'album The Rose tiré du film a été produit par Paul A. Rothchild, le producteur des albums des Doors et du dernier album de Janis Joplin, Pearl.
Le tournage des principales scènes de concert a eu lieu le 23 juin 1978 au Wiltern Theater à Los Angeles. Lors de ce concert filmé à l'aide de neuf caméras couvrant différents angles, d'autres titres ont également été interprétés par Bette Midler tels que Spanish Harlem ou River Deep, Mountain High mais ils n'ont pas été intégrés à la version finale du film, ni de l'album :
1. Whose Side Are You On (Kenny Hopkins, Charley Williams) 3:58
2. Midnight In Memphis (Tony Johnson) 3:23
3. Concert monologue 2:42
4. When a Man Loves a Woman (Calvin Lewis, Andrew Wright) 4:42
5. Sold My Soul To Rock 'N' Roll (Gene Pistilli) 3:23
6. Keep On Rockin' (Sam Hagar, John Carter) 3:02
7. Love Me With A Feeling (Hudson Whittaker) 3:38
8. Camellia (Stephen Hunter) 2:42
9. Homecoming monologue 1:22
10. Stay With Me (Jerry Ragaovy, George Weiss) 5:00
11. Let Me Call You Sweetheart (Beth Slater Whitson, Leo Friedman) 1:30
12. The Rose (Amanda McBroom) 3:40

La chanson-titre, composée par Amanda McBroom, n’apparaît qu’à la fin du film pendant le générique. Bette Midler, avec ce single, a été classée troisième au hit-parade américain et a obtenu un disque d'or en 1980.

## Accueil

### Accueil critique
Sur l'agrégateur américain Rotten Tomatoes, le film récolte 78 % d'opinions favorables pour 18 critiques. Sur Metacritic, il obtient une note moyenne de 67⁄100 pour 9 critiques.

## Autour du film
- Les travestis apparaissant dans le film et imitant Barbra Streisand, Diana Ross ou Bette Midler elle-même ne sont pas des acteurs mais de vrais travestis évoluant sur la scène new-yorkaise[2].
- Mark Rydell et Bette Midler referont équipe en 1991 avec For the Boys. Celle-ci a une fois de plus été nommée aux Oscars dans la catégorie meilleure actrice et a obtenu le Golden Globe de la meilleure actrice dans un film musical ou une comédie.